# Rutger Bregman
Rutger C. Bregman (26 de abril de 1988) é um historiador e escritor holandês. Ele publicou quatro livros sobre história, filosofia e economia, incluindo Utopia para Realistas: Em defesa do rendimento básico incondicional, da livre circulação de pessoas e de uma semana de trabalho de 15 horas, que foi traduzido para trinta e dois idiomas. O seu trabalho foi apresentado no The Washington Post, The Guardian e na BBC. Ele foi descrito pelo The Guardian como o "prodígio holandês das novas ideias" e pela TED Talks como "um dos jovens pensadores mais proeminentes da Europa". A sua TED Talk, "Pobreza Não é Falta de Caráter: É Falta de Dinheiro", foi escolhida pelo curador do TED Chris Anderson como uma das dez melhores de 2017.

## Primeiros anos e educação
Bregman nasceu em Renesse. O seu pai é um pastor protestante e a sua mãe é professora de necessidades especiais. Ele obteve o seu Bacharelado em História na Universidade de Utrecht em 2009.  Ele obteve o seu Master of Arts em História em 2012, em parte em Utrecht e em parte na Universidade da Califórnia, em Los Angeles. Os seus estudos de pós-graduação concentraram-se em cidades, Estados e cidadania. Ele era um membro da associação estudantil cristã SSR-NU.

## Carreira
Bregman pensou em tornar-se um historiador académico, mas começou a trabalhar como jornalista. Ele escreve regularmente para o jornal online De Correspondent, e foi duas vezes nomeado para o European Press Prize pelo seu trabalho lá. O seus artigos também foram publicados no The Guardian, The Washington Post, Evonomics,
 e The Conversation.

## Livros

### Utopia para Realistas
Utopia para Realistas: Em defesa do rendimento básico incondicional, da livre circulação de pessoas e de uma semana de trabalho de 15 horas (título em holandês: Gratis geld voor iedereen ) promove uma vida mais produtiva e equitativa com base em três ideias centrais que incluem uma rendimento básico universal e incondicional paga a todos, uma semana de trabalho curta de quinze horas, e fronteiras abertas em todo o mundo com a livre circulação de cidadãos entre todas as nações. Foi originalmente escrito como uma série de artigos para o jornal online holandês De Correspondent.
Numa entrevista ao jornal Le Devoir de Montreal em setembro de 2017, Bregman disse que "para avançar, uma sociedade precisa de sonhos, não de pesadelos. No entanto, as pessoas estão presas na lógica do medo. Seja Trump, Brexit ou as últimas eleições na Alemanha, elas votam contra o futuro e ao invés em soluções para substituí-lo, acreditando que o passado era melhor com base numa visão completamente equivocada do mundo: o mundo era pior antes… A humanidade está a melhorar, condições de vida, trabalho e saúde também. E é hora de abrir as janelas das nossas mentes para vê-lo."
Numa resenha no jornal britânico New Formations, Mihail Evans chama a atenção para como o elogio do livro aos padrões de vida contemporâneos não levanta questões quanto à sustentabilidade. A imagem inicial de prosperidade global de Bregman também é abalada por uma contradição não resolvida: a globalização está a corroer os salários da classe média que procurou manter o seu poder de compra por meio de empréstimos. O livro também pretende apresentar um argumento a favor da ausência de fronteiras que não é cumprida.

### Humanidade: Uma História de Esperança
Em setembro de 2019, Bregman publicou Humanidade: Uma História de Esperança (título holandês: De meeste mensen deugen), onde argumenta que os humanos são fundamentalmente decentes e que mais reconhecimento dessa visão seria provavelmente  benéfico para todos, em parte porque reduziria excesso de cinismo. Por exemplo, se a sociedade fosse menos inflexível na visão de que os humanos são naturalmente preguiçosos, haveria menos razões para se opor à introdução generalizada de medidas de mitigação da pobreza, como o rendimento básico. O livro tem uma abordagem multidisciplinar, com base nas descobertas da história, economia, psicologia, biologia, antropologia e arqueologia. Os argumentos de Bregman incluem a afirmação de que no debate sobre o estado de natureza, Rousseau, ao invés de Hobbes, estava mais correto sobre a bondade essencial da humanidade. Uma tradução em inglês foi publicada em maio de 2020. O lançamento em brochura foi um best-seller do New York Times. Além de elogios, Humankind: Hopeful History também recebeu fortes críticas. Vários críticos, por exemplo, apontam para a falta de conteúdo científico do livro.

### Moral Ambition
Em maio de 2025, Bregman publicou "Moral Ambition". No livro, desafia as métricas convencionais de sucesso profissional (como os salários elevados e os títulos de prestígio) e incentiva os profissionais a redirecionarem os seus talentos para lidar com questões globais urgentes, como as alterações climáticas, a desigualdade e as pandemias. Tudo o que o autor ganhar com este livro será utilizado para financiar a fundação neerlandesa sem fins lucrativos The School for Moral Ambition.

### Outros livros
Antes do lançamento de Utopia para Realistas, Bregman já havia publicado vários livros, incluindo History of Progress, que ganhou o prémio Liberales de melhor livro de não-ficção em língua holandesa de 2013.

## Outras atividades

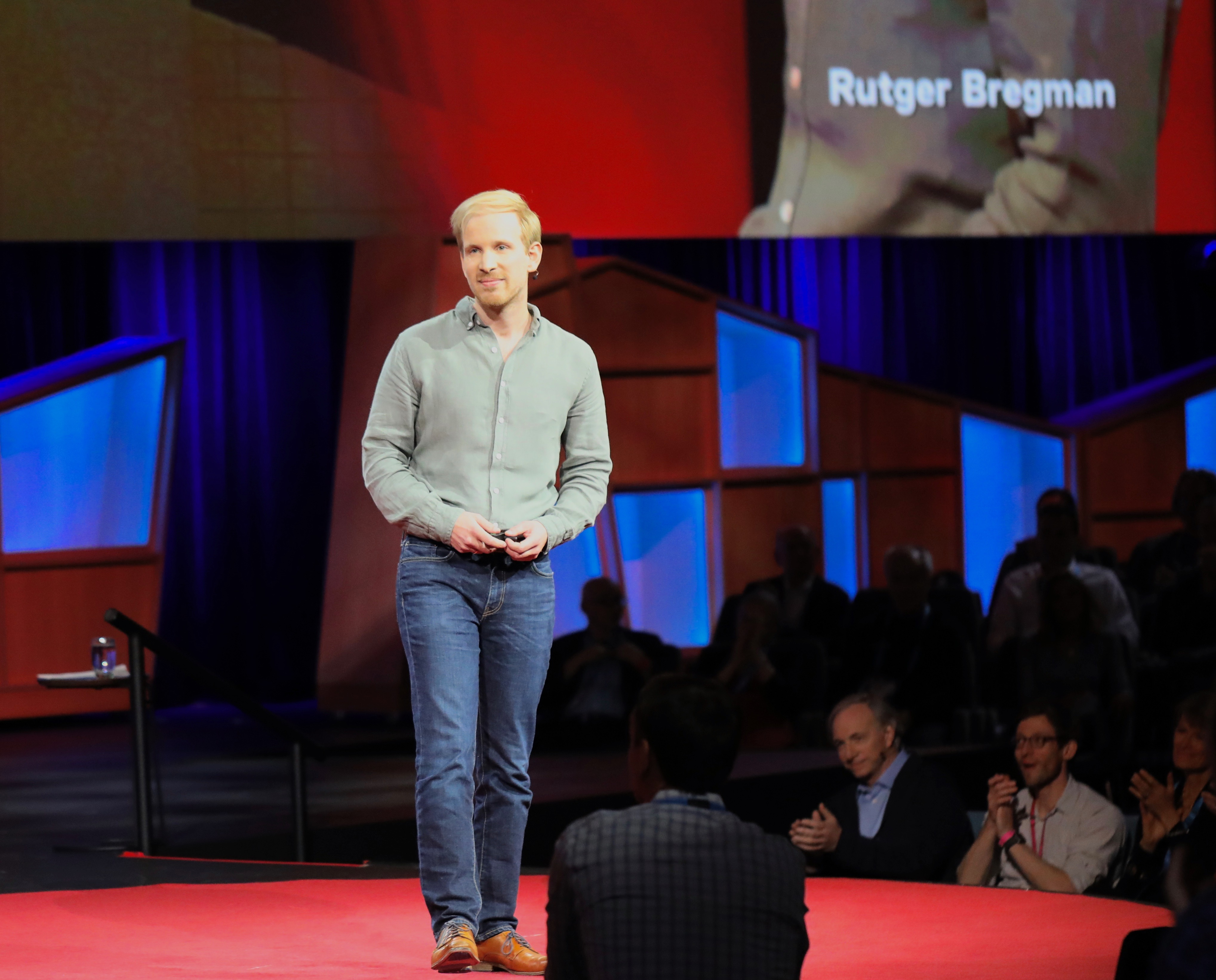
Uma TED Talk de Rutger Bregman em 2017

Numa apresentação da TED intitulada "Pobreza Não é Falta de Caráter: É Falta de Dinheiro" em abril de 2017, Bregman defendeu uma rendimento básico universal como a solução para acabar com a pobreza.
Em janeiro de 2019, Bregman participou num painel de debate no Fórum Económico Mundial em Davos, onde criticou o evento pelo seu foco na filantropia em vez da evasão fiscal e na necessidade de tributação justa. A sua intervenção foi amplamente divulgada e seguida nas redes sociais.
Um mês após a sua aparição em Davos, Bregman foi entrevistado remotamente pelo pivôt e jornalista da Fox News, Tucker Carlson, com uma gravação originalmente programada para ir ao ar mais tarde. Bregman disse a Carlson que os Estados Unidos "poderiam facilmente reprimir paraísos fiscais" se quisessem e que a Fox News não cobriria histórias sobre evasão fiscal por parte dos ricos. Ele disse que o próprio Carlson vinha a receber "dinheiro sujo" há anos do Instituto CATO, onde era membro sénior e que é "financiado por bilionários Koch", Charles Koch e David Koch. Ele disse que Carlson e outros pivôts da Fox News são "milionários pagos por bilionários", referindo-se aos Murdochs e, no caso de Carlson, aos irmãos Koch. Bregman disse a Carlson que "o que os Murdochs querem que você faça [na Fox News] é imigrantes bodes expiatórios em vez de falar sobre evasão fiscal". Carlson ficou irritado com os comentários de Bregman, chamando-o de "idiota" e dizendo-lhe para "vá se foder [ele mesmo]". Carlson mais tarde desculpou-se por usar linguagem profana, mas declarou que os seus comentários em relação a Bregman eram "genuinamente sinceros". Uma gravação da entrevista do ponto de vista de Bregman foi obtida pelo NowThis News, que divulgou o vídeo em 20 de fevereiro de 2019. Mais tarde, ultrapassou quatro milhões de visualizações no YouTube.

## Temas principais
Os grandes temas das obras de Bregman incluem rendimento básico, jornada de trabalho e fronteiras abertas.

### Rendimento básico
Bregman cita com aprovação uma proposta dos EUA de 1968 para um rendimento mínimo garantido, apresentada pelo presidente Richard Nixon, entre outros. Ele também cita um projeto do governo federal canadiano de 1974-1979 em Dauphin, Manitoba, que erradicou temporariamente a pobreza. "O estudo mais popular sobre os efeitos do rendimento básico ocorreu em Manitoba entre 1974 e 1979, onde todos receberam uma 'renda mínima' (renda mínima) de 9.000 dólares (US$) por ano (pelos padrões de hoje) do governo, sem compromisso. Evelyn Forget, economista e professora da Universidade de Manitoba, que analisou os dados do estudo, diz que houve uma redução de 9% nas horas de trabalho entre dois grupos principais de cidadãos. Mas as razões pelas quais dão uma ideia de como a rendimento básico pode mudar drasticamente o curso da vida de alguém."

## Vida pessoal
Bregman é casado com Maartje ter Horst, uma fotógrafa. Eles residem em Houten.
Em abril de 2021, Bregman tornou-se membro da Giving What We Can, uma comunidade de pessoas que se comprometeram a doar pelo menos 10% do seu rendimento para instituições de caridade eficazes.

## Obras
- Met de kennis van toen: actuele problemen in het licht van de geschiedenis (Com o conhecimento da época: problemas atuais numa luz histórica). Amsterdão: De Bezige Bij, 2012, ISBN 978-90-2347212-4.
- De geschiedenis van de vooruitgang (A história do progresso). Amsterdão, De Bezige Bij, 2013, ISBN 978-90-2347754-9.
- Geld grátis para iedereen: en nog vijf grote ideeën die de wereld kunnen veranderen . Amsterdã: De Correspondent, 2014, ISBN 978 90 822 5630 7. Tradução em português: Utopia para Realistas: Em defesa do rendimento básico incondicional, da livre circulação de pessoas e de uma semana de trabalho de 15 horas (2018).[44]
- Waarom vuilnismannen meer verdienen dan bankiers (Por que os cantoneiros merecem mais do que os banqueiros), com Jesse Frederik. Roterdão: Maand van de Filosofie, 2015, ISBN 9789047706830.
- De meeste mensen deugen, een nieuwe geschiedenis van de mens . Amsterdão: De Correspondent, 2019, ISBN 9789082942187. Tradução em português: Humanidade Uma História de Esperança (2021).[45]
- Het water komt : een breve aan alle Nederlanders (A água está a chegar: uma carta a todos os holandeses). Amsterdão: De Correspondent, 2020, ISBN 9789083017761.
- Moral Ambition: Stop Wasting Your Talent and Start Making a Difference, Bloomsbury Publishing, 2025,  ISBN 9781526680600